# George Hitchings
George Herbert Hitchings, né le 18 avril 1905 à Hoquiam dans l'État de Washington aux États-Unis et mort le 27 février 1998 à Chapel Hill en Caroline du Nord, est un chimiste et biochimiste américain. Il reçoit le prix Nobel de physiologie ou médecine en 1988 pour ses découvertes dans l'élaboration de nouveaux médicaments.

## Biographie
En 1988, il reçoit avec James Black et Gertrude Elion le prix Nobel de physiologie ou médecine pour ses travaux sur la conception de nouveaux médicaments.

## Apports scientifiques
Avec Gertrude Elion ils ont développé de nouveaux agents actifs pour la lutte contre les infections des agents pathogènes dans les cellules hôtes, notamment dans le domaine des antirétroviraux :
- 6-mercaptopurine (Purinethol), le premier traitement pour la leucémie.
- Azathioprine (Imuran), le premier immunosuppresseur utilisé pour les transplantations d'organes.
- Allopurinol (Zyloprim), contre la goutte.
- Pyriméthamine (Daraprim), contre la malaria.
- Triméthoprime (Septra), contre les méningites, septicémie, et infections bactériennes urinaires et des voies respiratoires.
- Aciclovir (Zovirax), contre l'herpès.

## Prix et distinctions
- 1988 : prix Nobel de physiologie ou médecine